# Modla
Modla är ett vattendrag i Tjeckien. Det ligger i den nordvästra delen av landet, 50 km nordväst om huvudstaden Prag.